# Anales

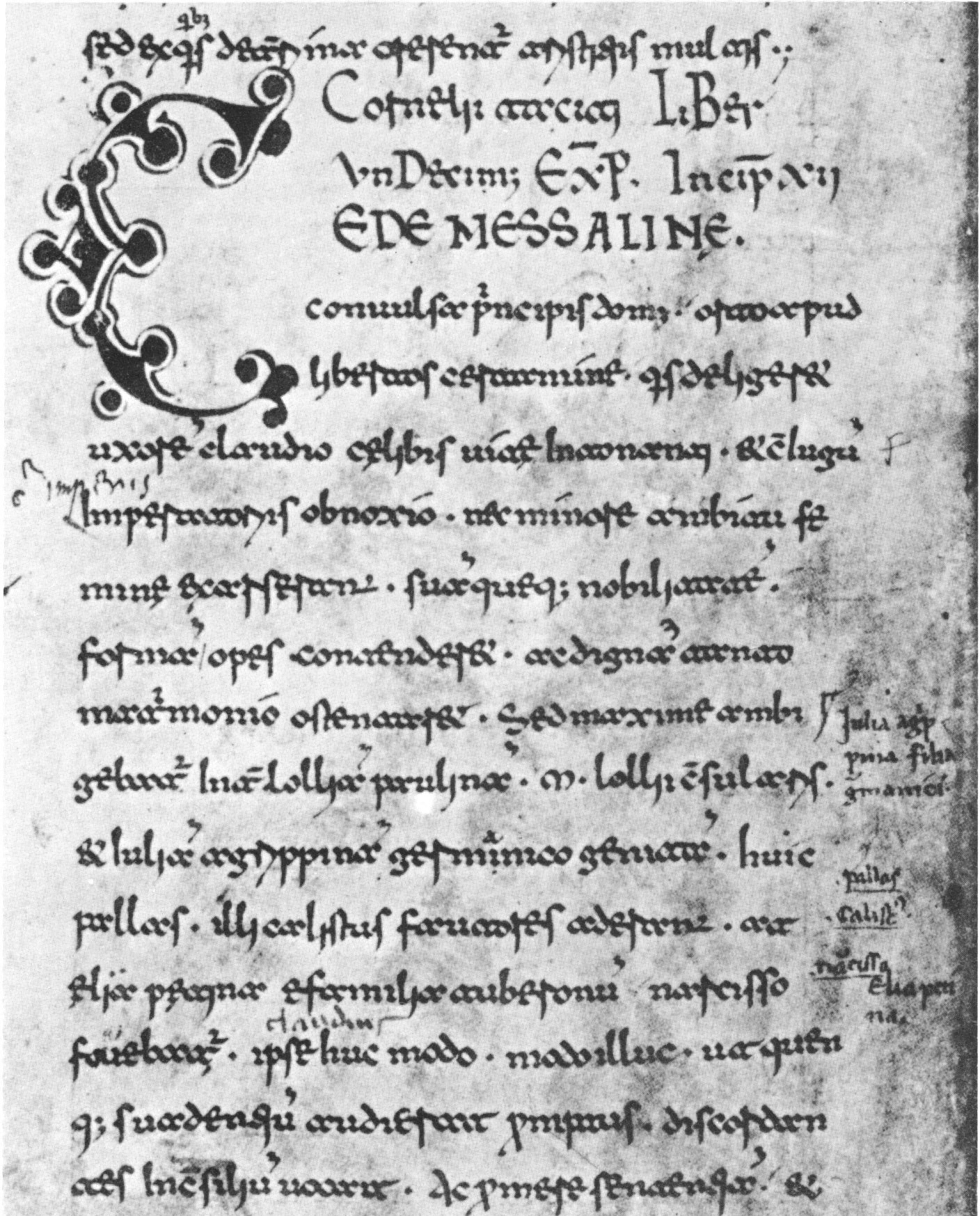
Los Anales del historiador y senador romano Tácito son una historia del imperio romano que comprende el reinado de cuatro emperadores del año 14 al 68 d. C.: Tiberio, Claudio, Calígula y Nerón.

Los anales, añales, o fastos, son una forma concisa de escrito histórico que registra los acontecimientos cronológicamente, año por año. Los mismos contienen actas, documentos históricos y piezas diversas relativas a una determinada materia.

## Historia

### Antigua Roma
Las principales fuentes de información sobre los Anales de la antigua Roma son dos pasajes de Cicerón (De Oratore, ii. 12. 52) y Servio (ad Aen. i. 373), que han sido objeto de discusión. Cicerón dice que desde el comienzo de la historia de la ciudad hasta el pontificado de Publio Mucio Escévola (131 a. C.) el Pontifex Maximus solía llevar a cabo una serie de registros en una tabla blanca (álbum) que exhibía en un lugar abierto de su casa para que pudieran ser leídos públicamente. Estos registros eran, en primer lugar, el nombre de los cónsules y otros magistrados, y luego los acontecimientos notables que habían ocurrido durante el año (per singulos dies, tal como dice Servio). En tiempos de Cicerón a estos registros se les denominaba Annales Maximi. Tras el pontificado de Publio, la práctica de compilar anales se llevaba a cabo por varios escritores no oficiales, de los que Cicerón nombra a Catón, Píctor y Pisón. Los Anales se suelen identificar con los Commentarii Pontificum citados por Tito Livio, aunque bien pudieran ser distintos, siendo estos últimos más completos y circunstanciales.
Las referencias citadas, junto con la división de la obra de Tácito en Anales e Historias, han suscitado un debate sobre la diferencia entre ambos conceptos. Aulo Gelio, en Noctes Atticae (v. 18), cita al gramático Verrio Flaco, en el sentido de que historia, por etimología (ιστορειν, inspicere, inquirir o investigar personalmente), es el registro de los hechos que han llegado al autor por propia observación, mientras que los anales son el registro anual de los acontecimientos de tiempos anteriores. Esta distinción es la que justifica el nombre de las dos partes de la obra de Cornelio Tácito, aunque es más que cuestionable si fue el propio Tácito  responsable de tales títulos, y muy posible que su intención fuera llamar Anales al conjunto entero de su obra.
También los Annales de Ennio del siglo II a. C., que aunque están escritos en latín, estilísticamente se inspiraron en la tradición poética griega, particularmente en las obras de Homero, y en la métrica que utilizaba, el hexámetro dactílico.

### Edad Media
Al ser el calendario de las fiestas litúrgicas cristianas determinado por la fecha de la Pascua, la costumbre de la Iglesia Occidental era desde tiempos primitivos indicar esa fecha en tablas para un cierto número de años o incluso de siglos. Estas tablas pascuales eran pequeños libros en los que el día de la fiesta de Pascua de cada año se separaba del siguiente por un espacio en blanco más o menos amplio. En ese espacio algunos monjes anotaban brevemente los hechos importantes que habían tenido lugar en el año. Entre los irlandeses esta costumbre se remonta a finales del siglo VII (Anales de los cuatro maestros, Anales de Ulster, Anales de Inisfallen y Anales Cambrios o de Gales, una de las fuentes más antiguas que citan al Rey Arturo). La Crónica anglosajona también está en forma analística, año por año.
La tradición de compilar anales se introduce en el continente europeo por misioneros británicos, donde son copiados, aumentados y continuados, especialmente en el reino de Austrasia. En el siglo IX, durante el Renacimiento carolingio, los anales alcanzan su forma definitiva, equivalente a la historia contemporánea al historiador. Los Annales Einhardi,  Annales Laureshamenses (o de Lorsc), y Annales S. Bertini, se compilan oficialmente en esos momentos, con el fin de preservar la memoria de los hechos más notables de Carlomagno, sus ancestros y sucesores. En este estadio de su desarrollo, los anales comienzan a perder su primitivo carácter y se convierten cada vez más en indistinguibles de las crónicas, aunque el término sigue usándose en muchos documentos, como los Anales de Waverley.

### DelsigloXVIIIa la actualidad
En la moderna literatura, el título anales se ha dado a un gran número de obras que se presentan de forma más o menos estricta por orden anual. El más conocido son los Annales Ecclesiastici (12 volúmenes, publicados en Roma desde 1788 a 1793) escritos por el cardenal Baronio como refutación de la Historia ecclesiástica o "Centurias" de los teólogos protestantes de Magdeburgo. La obra de Baronio se detiene en el año 1197.
En el siglo XIX la forma analística se sigue empleando, tanto en el sentido habitual de preservar los hechos contemporáneos (Annual Register, Annuaire de la Revue des deux mondes…) como para escribir la historia de los periodos más oscuros de la Edad (Jahrbücher der deutschen Geschichte, Jahrbücher des deutschen Reiches, Richter's Reichsannalen, etc.)

### Otros anales históricos
Otras obras históricas conocidas por el nombre de Anales son:
- Europa
  - Annals of the Old Testament del Arzobispo James Ussher
  - Anales alemanes Medievales:  Annales Alamannici, Annales Sangallenses, Annales Heremi, Annales Einsidlenses.
- Asia
  - Anales chinos, como Anales de la primavera y el otoño, atribuidos a Confucio; Anales de los Tres Reinos y Anales de los Reinos Combatientes
  - Corea: Anales de la Dinastía Joseon.
  - Anales de Tabari, historiador iraní del siglo X
  - Sejarah Melayu o Anales Malayos
  - Anales Franco-Alemanes Karl Marx

## Revistas
Son muy corrientes las publicaciones que adoptan la forma de Anuario, pero de entre las que añaden el nombre de Anales a su título destacan:
- Annales. Economies, sociétés, civilisations, revista francesa que representa una tendencia muy influyente en la historiografía, con el nombre de escuela de los Annales
- Annals of Improbable Research, revista de humor científico
- IEEE Annals of the History of Computing
- Annals of Human Genetics
- Annals of Mathematics
- Revista Anales Biblioteca Digital